# Enneapterygius fasciatus
Enneapterygius fasciatus är en fiskart som först beskrevs av Weber, 1909.  Enneapterygius fasciatus ingår i släktet Enneapterygius och familjen Tripterygiidae. Inga underarter finns listade i Catalogue of Life.